# Asmate aethiopissa
Asmate aethiopissa är en fjärilsart som beskrevs av Meves 1914. Asmate aethiopissa ingår i släktet Asmate och familjen mätare. Inga underarter finns listade i Catalogue of Life.